# Biswarea
Biswarea é um género botânico pertencente à família Cucurbitaceae.

## Espécies
- Biswarea tonglensis Cogn.